# エディ・ヘイゼル
エディ・ヘイゼル（Eddie "Maggot Brain" Hazel、1950年4月10日 - 1992年12月23日）はアメリカ合衆国のミュージシャンでギタリスト。ニューヨーク市ブルックリン区生まれ。主に1970年代前半にPファンク軍団の一員として活躍し、ファンク、ブラックロック創成に携わった。
「ローリング・ストーンの選ぶ歴史上最も偉大な100人のギタリスト」において2003年は第43位、2011年の改訂版では第83位。

## 来歴
ニューヨーク市ブルックリンに生まれたが、母グレース・クック (Grace Cook) はドラッグにあふれた環境の悪いところで育てることを嫌い、ニュージャージー州プレインフィールドに移り住んだ。母が仕事でブルックリンと行き来する生活を送る間、幼いエディは兄からクリスマスプレゼントにもらったギターに没頭するようになり、また教会で歌うようになった。12歳の時にギタリスト・ベーシストのビリー・ネルソンに出会い、またドラムを加えてトリオで一緒に演奏するようになった。主にモータウンものを演奏していたという。
ドゥーワップグループ、ザ・パーラメンツ（パーラメントの前身）を率いるジョージ・クリントンの友人であったビリー・ネルソンは、1966年ギタリストとしてザ・パーラメンツのバックバンドに参加した。ビリーはエディをバンドに誘い、当時17歳だったエディは最初母に反対されたものの、ジョージとビリーの説得により、1967年ジョージと活動を始めることとなった。エディがギタリストとして加入したため、ビリーはベーシストに転向した。エディはツアー先で知り合ったティキ・フルウッドをグループのドラマーに誘い、またリズムギターにタウル・ロスが、キーボードにバーニー・ウォーレルがメンバーに加わった。このバンドは、ザ・パーラメンツの契約レーベル、レヴィロットとの契約上の問題からザ・パーラメンツの名称が使えず、ファンカデリックとしてウェストバウンドレーベルと1968年に契約し、活動を始めた。
エディのギターはジミ・ヘンドリックスにもよく似た、ファズ、フェイザーやテープエコーといったエフェクターを多用したハードかつ「黒い」（伝統的な黒人音楽のノリを持った）ギターサウンドであり、ファンカデリックはこのギターサウンドを中心としたファンク・ブラックロックミュージックを展開した。エディはファンカデリックでリードギターを担当し、多くの曲でボーカル、作曲にも関わった。ファンカデリックにおいてエディは幾多の作曲を行っているが、多くは彼の母親であるグレース・クック名義である。これは、印税が母の元に入るようにという彼の計らいだったようである。
ファンカデリック1970年発表のサードアルバム『マゴット・ブレイン Maggot Brain 』収録の同タイトル曲は10分超のエディのギターソロをフィーチャーしており、スローテンポのギターアルペジオの上を悲しく、激しく高揚するギターソロが縦横無尽に駆け巡るもので、ジョージ・クリントンの「今、母親が死んだと思って弾け」との助言に従って演奏したものという。
ファンカデリック1974年発表の6枚目のアルバム『スタンディング・オン・ザ・ヴァージ・オブ・ゲッティング・イット・オン Standing on the Verge of Getting It On 』は全ての収録曲の作曲がエディの手によるものであり（クレジットはGrace Cook名義）、エディのハードなギターが前面に出たサウンドであった。
1974年、エディはスチュワーデスに対する暴行および薬物不法所持にて1年間の懲役を受けた。その間ジョージはグループのギタリストに、新たにゲイリー・シャイダー、マイケル・ハンプトンを迎え入れた。そのため、エディがファンカデリック1975年発表のアルバム『レッツ・テイク・イット・トゥー・ザ・ステージ Let's Take It to the Stage 』の録音に戻ってきたときはリードギターの座は奪われており、エディのギターがフィーチャーされることはほとんど無くなってしまう。
1977年、Pファンクメンバーの協力を得てソロアルバム『ゲーム・デームス・アンド・ギター・サングス Game, Dames & Guitar Thangs 』を発表。生前唯一のソロ作品となった。
1978年、ファンカデリックにとって最大の成功を収めたアルバム『ワン・ネイション・アンダー・ア・グルーヴ One Nation Under A Groove 』が発表されるが、この作品より完全に不参加、脱退状態となる。
その後は時折Pファンク関連の仕事をする以外は音楽シーンから遠ざかり、1992年12月23日42歳で肝不全により死去した。

## 機材
ギブソン・レスポールカスタムを主に使用した。エフェクターはMaestro製FZ-1を主に使用した

## ディスコグラフィー（代表的参加アルバム）

### ソロアルバム
- ゲーム・デームス・アンド・ギター・サングス Game, Dames & Guitar Thangs (Warner Brothers, 1977)
- パープル・ヘイゼル Rest In P (P-Vine, 1994)

死後発表された未発表曲集

### ファンカデリック
- ファースト・アルバム Funkadelic (Westbound, 1970)
- フリー・ユア・マインド Free Your Mind...And Your Ass Will Follow (Westbound, 1970)
- マゴット・ブレイン Maggot Brain (Westbound, 1971)
- アメリカ・イーツ・イッツ・ヤング America Eats Its Young (Westbound, 1972)
- コズミック・スロップ Cosmic Slop (Westbound, 1973)
- スタンディング・オン・ザ・ヴァージ・オブ・ゲッティング・イット・オン Standing on the Verge of Getting It On (Westbound, 1974)
- レッツ・テイク・イット・トゥー・ザ・ステージ Let's Take It to the Stage (Westbound, 1975)
- ハードコア・ジョリーズ Hardcore Jollies (Warner Bros., 1976)
- テイルズ・オブ・キッド・ファンカデリック Tales of Kidd Funkadelic (Westbound, 1976)

### テンプテーションズ
- A Song For You (Gordy, 1975)

### その他
ボニー・ポインター
- Bonnie Pointer 2 (Motown, 1979)

1曲に参加し、ギターを弾く。
アクアリアン・ドリーム
- Chance To Dance (Elektra, 1979)

1曲に参加し、ギターを弾く。
トニー・テリー
- Forever Yours (Epic, 1987)